# (7339) 1991 RA16
A (7339) 1991 RA16 a Naprendszer kisbolygóövében található aszteroida. Henry E. Holt fedezte fel 1991. szeptember 15-én.